# Santísima Trinidad en Monte Pincio (título cardenalicio)
Santísima Trinidad en Monte Pincio es un título cardenalicio de la Iglesia Católica. Fue instituido en 1587 por el papa Sixto V en la constitución apostólica Religiosa.

## Titulares
- Carlo di Lorena (20 de abril de 1587 - 30 de octubre de 1587)
- François de Joyeuse (11 de diciembre de 1587 - 27 de abril de 1594)
- Vacante (1594 - 1626)
- Denis-Simon de Marquemont (9 de febrero de 1626 - 16 de septiembre de 1626)
- Vacante (1626 - 1635)
- Alphonse-Louis du Plessis de Richelieu, O.Cart. (4 giugno 1635 - 24 de marzo de 1653)
- Antonio Barberini (21 de julio de 1653 - 11 de octubre de 1655)
- Girolamo Grimaldi-Cavalleroni (11 de octubre de 1655 - 28 de enero de 1675)
- César d'Estrées (28 de enero de 1675 - 15 de septiembre de 1698)
- Pierre-Armand du Cambout de Coislin (30 de marzo de 1700 - 5 de febrero de 1706)
- Joseph-Emmanuel de La Trémoille (25 giugno 1706 - 10 gennaio 1720)
- Armand-Gaston-Maximilien de Rohan de Soubise (16 giugno 1721 - 16 luglio 1749)
- Clemente Argenvilliers (10 de diciembre de 1753 - 23 de diciembre de 1758)
- Pietro Girolamo Guglielmi (19 de noviembre de 1759 - 15 de noviembre de 1773)
- Bernardino Giraud (20 de diciembre de 1773 - 5 maggio 1782)
- Vacante (1782 - 1785)
- Giovanni de Gregorio (11 aprile 1785 - 11 luglio 1791)
- Vacante (1791 - 1794)
- Jean-Siffrein Maury (12 settembre 1794 - 10 maggio 1817)
- Vacante (1817 - 1823)
- Anne-Antoine-Jules de Clermont-Tonnerre (24 de noviembre de 1823 - 21 de febrero de 1830)
- Louis-François-Auguste de Rohan-Chabot (28 de febrero de 1831 - 8 de febrero de 1833)
- Joachim-Jean-Xavier d'Isoard (15 de abril de 1833 - 7 de octubre de 1839)
- Vacante (1839 - 1842)
- Louis-Jacques-Maurice de Bonald (23 de mayo de 1842 - 25 de febrero de 1870)
- René-François Régnier (4 de mayo de 1874 - 3 de enero de 1881)
- Vacante (1881 - 1884)
- Louis-Marie-Joseph-Eusèbe Caverot (24 de marzo de 1884 - 23 gennaio 1887)
- Victor-Félix Bernadou (17 de marzo de 1887 - 15 de noviembre de 1891)
- Guillaume-René Meignan (15 giugno 1893 - 20 gennaio 1896)
- Jean-Pierre Boyer (25 giugno 1896 - 16 de diciembre de 1896)
- Pierre-Hector Coullié (24 de marzo de 1898 - 12 settembre 1912)
- Hector-Irénée Sévin (28 maggio 1914 - 4 maggio 1916)
- Louis-Joseph Maurin (7 de diciembre de 1916 - 16 de noviembre de 1936)
- Pierre-Marie Gerlier (16 de diciembre de 1937 - 17 gennaio 1965)
- Jean-Marie Villot (25 febbraio 1965 - 12 de diciembre de 1974)
- Alexandre-Charles-Albert-Joseph Renard (24 maggio 1976 - 8 ottobre 1983)
- Albert Decourtray (25 maggio 1985 - 16 settembre 1994)
- Pierre Étienne Louis Eyt (26 de noviembre de 1994 - 11 de junio de 2001)
- Louis-Marie Billé (22 de julio de 2001 - 12 de marzo de 2002)
- Philippe Barbarin, (21 de octubre de 2003)